# Centropyge loriculus

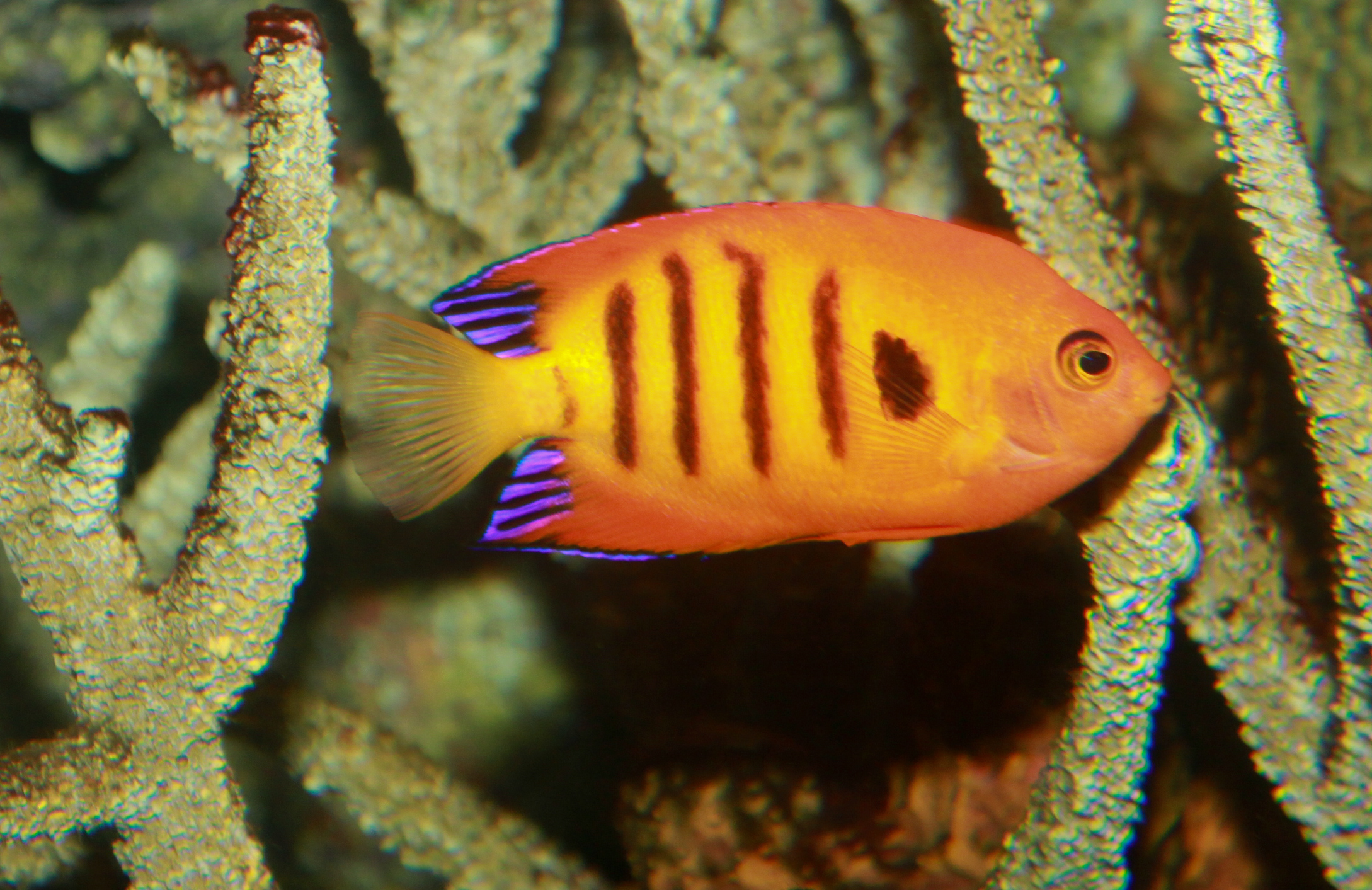
Centropyge loriculus

Centropyge loriculus (Günther, 1874) è un pesce di acqua salata appartenente alla famiglia Pomacanthidae.

## Habitat e Distribuzione
Proviene dall'Oceano Pacifico, dove sta nelle barriere coralline tra i 15 e i 60 m di profondità.

## Descrizione
Il corpo è decisamente compresso ai lati, alto e non allungato; la testa mantiene comunque un profilo appuntito. La livrea di questo pesce è assai appariscente: il corpo è arancione o rosso chiaro con delle strisce verticali nere, la pinna dorsale e la pinna anale sono orlate da una striscia blu-violacea zebrata di nero, mentre la pinna caudale è dorata, talvolta trasparente, e con il margine arrotondato. La lunghezza massima registrata è di 15 cm

## Biologia

### Comportamento
È una specie timida, che nuota in banchi composti da pochi esemplari.

### Alimentazione
Ha una dieta onnivora, che tuttavia è composta soprattutto da alghe; talvolta si nutre anche di coralli e tunicati, prevalentemente ascidie.

## Acquariofilia
È un pesce che necessita di una vasca ampia, con molti nascondigli e rocce vive dove potere mangiare le alghe per avere una dieta variabile. È sensibile alle malattie.

## Conservazione
Questa specie, nonostante sia abbastanza diffusa negli acquari è abbastanza comune nel suo habitat ed è diffuso in diverse aree marine protette; per questo viene classificato come "a rischio minimo" (LC) dalla lista rossa IUCN.